# Wakasa, Fukui
Wakasa (若狭町 Wakasa-chō) là thị trấn thuộc huyện Mikatakaminaka, tỉnh Fukui, Nhật Bản. Tính đến ngày 1 tháng 10 năm 2020, dân số ước tính thị trấn là 14.003 người và mật độ dân số là 78 người/km2. Tổng diện tích thị trấn là 178,49 km2.

## Địa lý

### Đô thị lân cận
- Fukui
  - Obama
  - Mihama
- Shiga
  - Takashima

## Giao thông

### Đường sắt
- JR West - Tuyến Obama
  - Kiyama, Mikata, Fujii, Tomura, Ōtoba, Wakasa-Arita, Kaminaka

### Cao tốc/Xa lộ
- Cao tốc Maizuru-Wakasa
- Quốc lộ 27
- Quốc lộ 162
- Quốc lộ 203